# Charlie Lake Park
Charlie Lake Park är en park i Kanada.   Den ligger i provinsen British Columbia, i den centrala delen av landet, 3 300 km väster om huvudstaden Ottawa. Charlie Lake Park ligger 775 meter över havet. Den ligger vid sjön Charlie Lake.
Terrängen runt Charlie Lake Park är platt åt nordost, men åt sydväst är den kuperad. Närmaste större samhälle är Fort St. John, 11,8 km sydost om Charlie Lake Park.
Trakten runt Charlie Lake Park består till största delen av jordbruksmark. Trakten runt Charlie Lake Park är nära nog obefolkad, med mindre än två invånare per kvadratkilometer.